# مگان پارک
مگان ماری پارک (به انگلیسی: Megan Marie Park) (تولد ۲۴ ژوئیه، ۱۹۸۶) بازیگر و خوانندهٔ کانادایی است. شهرت او ناشی از بازی در فیلم چارلی بارتلت و مجموعهٔ تلویزیونی زندگی مخفی نوجوانان آمریکایی در نقش گریس بُومن است.

## زندگی و حرفه
پارک در لیندسی، اُنتاریو، کانادا زاده شد و در سن ۶ سالگی شروع به بازیگری کرد، و در دبیرستان اُکریج در لندن، اُنتاریو تحصیل کرده است.
اولین نقش اصلی او در مجموعهٔ چشمان انجلا از شبکه لایف تایم در نقش مهمان روی کار آمد و یک نقش کوچک در فیلم چارلی بارتلت بود.
پارک همچنین در مجموعهٔ پربینندهٔ زندگی با درک در نقش امی، کسی که به درک علاقه دارد بازی کرده است. بزرگترین نقش او در مجموعهٔ زندگی مخفی نوجوانان آمریکایی بود، در نقش گریس بُومن، یک نوجوان مسیحی که از نظر دین بسیار پاک است و دوست دختر جک است و او یک هلهله چی یا چیر لیدر است. پارک یک گروه موسیقی را همراه با کودی کاراکو تشکیل داد، او در گروه خواننده بود و گیتار بیس می‌نواخت. این گروه شامل خواهر بزرگتر و ناتنی مایلی سایرس، برندی سایرس است، در سال ۲۰۱۰ او این گروه را به خاطر تمرکز کردن در مجموعهٔ زندگی مخفی نوجوانان آمریکایی رها کرد.

## فیلم‌شناسی
- روشن‌سازی یخ (۲۰۰۲)
- این دفعه در اطراف (۲۰۰۳)
- او خیلی جوان است (۲۰۰۴)
- چیزهایی که ماندگار است (۲۰۰۴)
- کاو (۲۰۰۷)
- چارلی بارتلت (۲۰۰۷)
- دختر آدم‌کش (۲۰۰۸)
- بهترین معلم (۲۰۱۰)
- یک داستان سیندرلایی: روزی روزگاری یک آهنگ (۲۰۱۱)
- اسلحه‌ها، دختران و قمار (۲۰۱۲)
- اطلاعات مرکزی (۲۰۱۶)